# Міжстегнова мембрана

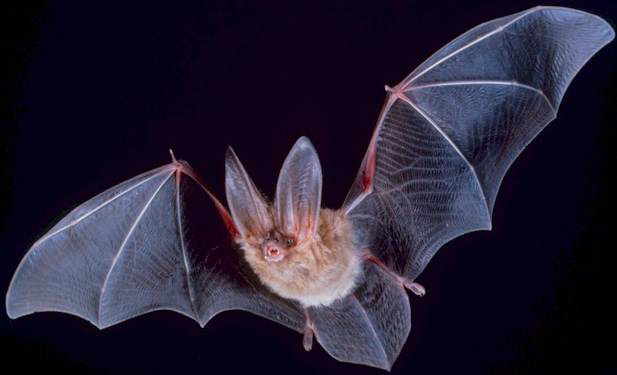
Міжстегнова мембрана чітко видна в цього Corynorhinus townsendii

Міжстегнова мембрана або хвостова мембрана — шкіряна мембрана, яка простягається між ногами рукокрилих і використовується для польотів і, у випадку комахоїдних кажанів, для лову здобичі.